# Constituição do Estado do Piauí de 1947
A Constituição do Estado do Piauí de 1947 foi promulgada pela Assembleia Estadual Constituinte em 22 de agosto de 1947.

## História
Por força da Ordem Constitucional Nacional de 1946 os estados tiveram que construirem suas constituições à base da nacional. Nessa ambiência, o parecer da comissão de elaboração da Constituição Política Piauiense, com a participação do jurista Cláudio Pacheco Brasil, foi assinado em 28 de junho e publicado no Diário Oficial do Estado do Piauí do dia 14 de julho de 1947.

## Preâmbulo
Tinha o seguinte preâmbulo: "Nós, os representantes do Povo Piauiense, reunidos em Assembleia Constituinte, invocando a proteção de Deus, decretamos e promulgamos a seguinte CONSTITUIÇÃO DO ESTADO DO PIAUÍ".

## Corpo
O corpo ou texto da Constituição Política Piauiense de 1947 compunha-se de uma literatura com 180 artigos, sendo que, a partir do artigo 168 já corre como Disposições Transitórias.

## Constituintes
No afirmar de Pereira & Ommati (1988, p. 282) o contexto político-partidário de então era inflamado a ponto de 15 deputados, 14 da UDN e 1 do antigo PSD, não assinaram a Carta Estadual. Assim, a mesma tem a assinatura dos seguintes deputados:
- Epaminondas Castelo Branco, presidente
- Elias de Carvalho Magalhães,1º secretário
- João de Moura Santos, 2º secretário
- Constantino Pereira de Sousa, Antonio Félix de Carvalho, Edson Dias Ferreira, Tertuliano Milton Brandão, Alcides Martins Nunes, Miguel Pereira Dias Monteiro, Alberto de Moura Monteiro, Augusto Nogueira Paranaguá, Octávio Miranda, Antonio José de Sousa, A.Santos Rocha, Humberto Reis da Silveira, miguel de Arêa Leão e Valdemar Ramos Leal.[8]